# Delta COBOL
Delta COBOL is een variant van de programmeertaal COBOL. Delta Cobol is ontwikkeld door het bedrijf Delta Software Technology GmbH.
Er wordt gebruikgemaakt van macro's om zo een objectgeoriënteerde manier van programmeren te kunnen ondersteunen.
De in Delta COBOL geschreven bronbestanden worden door een preprocessor omgezet naar normale COBOL-bronbestanden zodat ze daarna verder op normale wijze kunnen worden gecompileerd.